# Coppa del Brasile 1998
La Coppa del Brasile 1998 (ufficialmente in portoghese Copa do Brasil 1998) è stata la 10ª edizione della Coppa del Brasile.

## Formula
Partite a eliminazione diretta con gare di andata e ritorno. In caso di pareggio nei tempi regolamentari, passa la squadra che ha realizzato il maggior numero di gol fuori casa. Nel caso non sia possibile determinare un vincitore con la regola dei gol fuori casa, sono previsti i tiri di rigore.
Nei primi due turni (preliminare e sedicesimi di finale) se la squadra che gioca la prima partita in trasferta vince con 2 o più gol di scarto, è automaticamente qualificata al turno successivo senza dover disputare la gara di ritorno.

## Partecipanti
| Stato               | Squadra (Città)                   | Motivo qualificazione                                    |
| ------------------- | --------------------------------- | -------------------------------------------------------- |
| Acre                | Rio Branco-AC (Rio Branco)        | Squadra indicata dalla Federazione calcistica Acreana    |
| Alagoas             | CSA (Maceió)                      | Vincitore del Campionato Alagoano 1997                   |
| Amapá               | Amapá (Macapá)                    | Squadra indicata dalla Federazione calcistica Amapaense  |
| Amazonas            | São Raimundo-AM (Manaus)          | Vincitore del Campionato Amazonense 1997                 |
| Bahia               | Vitória (Salvador)                | Vincitore del Campionato Baiano 1997                     |
| Bahia               | Bahia (Salvador)                  | Invito della CBF                                         |
| Ceará               | Ceará (Fortaleza)                 | Vincitore del Campionato Cearense 1997                   |
| Distretto Federale  | Gama (Gama)                       | Vincitore del Campionato Brasiliense 1997                |
| Espírito Santo      | Linhares EC (Linhares)            | Vincitore del Campionato Capixaba 1997                   |
| Goiás               | Goiás (Goiânia)                   | Vincitore del Campionato Goiano 1997                     |
| Goiás               | Vila Nova (Goiânia)               | Invito della CBF                                         |
| Maranhão            | Sampaio Corrêa (São Luís)         | Vincitore del Campionato Maranhense 1997                 |
| Mato Grosso         | CEOV (Várzea Grande)              | Vincitore del Campionato Matogrossense 1997              |
| Mato Grosso do Sul  | Operário-MS (Campo Grande)        | Vincitore del Campionato Sul-Matogrossense 1997          |
| Minas Gerais        | Cruzeiro (Belo Horizonte)         | Vincitore del Campionato Mineiro 1997                    |
| Minas Gerais        | Villa Nova (Nova Lima)            | 2° nel Campionato Mineiro 1997                           |
| Minas Gerais        | América-MG (Belo Horizonte)       | Invito della CBF                                         |
| Minas Gerais        | Atlético Mineiro (Belo Horizonte) | Invito della CBF                                         |
| Pará                | Remo (Belém)                      | Vincitore del Campionato Paraense 1997                   |
| Paraíba             | Botafogo-PB (João Pessoa)         | Squadra indicata dalla Federazione calcistica Paraibana  |
| Paraná              | Paraná (Curitiba)                 | Vincitore del Campionato Paranaense 1997                 |
| Paraná              | Coritiba (Curitiba)               | Squadra indicata dalla Federazione calcistica Paranaense |
| Pernambuco          | Sport Recife (Recife)             | Vincitore del Campionato Pernambucano 1997               |
| Piauí               | Picos (Picos)                     | Vincitore del Campionato Piauiense 1997                  |
| Rio de Janeiro      | Botafogo (Rio de Janeiro)         | Vincitore del Campionato Carioca 1997                    |
| Rio de Janeiro      | Vasco da Gama (Rio de Janeiro)    | 2° nel Campionato Carioca 1997                           |
| Rio de Janeiro      | Flamengo (Rio de Janeiro)         | Invito della CBF                                         |
| Rio de Janeiro      | Fluminense (Rio de Janeiro)       | Invito della CBF                                         |
| Rio Grande do Norte | ABC (Natal)                       | Vincitore del Campionato Potiguar 1997                   |
| Rio Grande do Norte | América-RN (Natal)                | Invito della CBF                                         |
| Rio Grande do Sul   | Internacional (Porto Alegre)      | Vincitore del Campionato Gaúcho 1997                     |
| Rio Grande do Sul   | Grêmio (Porto Alegre)             | 2° nel Campionato Gaúcho 1997                            |
| Rondônia            | Ji-Paraná (Ji-Paraná)             | Vincitore del Campionato Rondoniense 1997                |
| Roraima             | Baré (Boa Vista)                  | Vincitore del Campionato Roraimense 1997                 |
| San Paolo           | Corinthians (San Paolo)           | Vincitore del Campionato Paulista 1997                   |
| San Paolo           | San Paolo (San Paolo)             | 2° nel Campionato Paulista 1997                          |
| San Paolo           | Palmeiras (San Paolo)             | Invito della CBF                                         |
| San Paolo           | Portuguesa (San Paolo)            | Invito della CBF                                         |
| San Paolo           | Santos (Santos)                   | Invito della CBF                                         |
| Santa Catarina      | Avaí (Florianópolis)              | Vincitore del Campionato Catarinense 1997                |
| Sergipe             | Itabaiana (Itabaiana)             | Vincitore del Campionato Sergipano 1997                  |
| Tocantins           | Alvorada (Alvorada)               | Vincitore della Copa Tocantins 1997                      |

## Risultati

### Turno preliminare
Andata 20, 22, 25, 27, 28, 29 gennaio e 4 febbraio 1998, ritorno 27, 31 gennaio, 1, 3, 4, 6 e 10 febbraio 1998.
| Squadra 1   | Totale  | Squadra 2        | Andata | Ritorno |
| ----------- | ------- | ---------------- | ------ | ------- |
| ABC         | 1-4     | Fluminense       | 1-4    | -       |
| Ji-Paraná   | 2-5     | América-MG       | 2-3    | 0-2     |
| Villa Nova  | 5-6     | Santos           | 3-4    | 2-2     |
| Operário-MS | 0-4     | Flamengo         | 0-0    | 0-4     |
| Remo        | 2-5     | Portuguesa       | 2-0    | 0-5     |
| Amapá       | gfc 3-3 | Baré             | 1-1    | 2-2     |
| CSA         | 0-4     | Palmeiras        | 0-1    | 0-3     |
| Vila Nova   | 2-1     | Coritiba         | 2-1    | 0-0     |
| Linhares EC | gfc 1-1 | América-RN       | 0-0    | 1-1     |
| Avaí        | 2-6     | Atlético Mineiro | 1-1    | 1-5     |

### Sedicesimi di finale
Andata 20, 27 gennaio, 4, 5, 10, 17, 18 e 19 febbraio 1998, ritorno 6, 10, 18, 26 febbraio, 5 e 6 marzo 1998.
| Squadra 1       | Totale      | Squadra 2        | Andata | Ritorno |
| --------------- | ----------- | ---------------- | ------ | ------- |
| Sampaio Corrêa  | 0-4         | San Paolo        | 0-0    | 0-4     |
| Picos           | 1-9         | Vasco da Gama    | 1-1    | 0-8     |
| São Raimundo-AM | 0-5         | Botafogo         | 0-1    | 0-4     |
| CEOV            | 3-5         | Vitória          | 2-2    | 1-3     |
| Botafogo-PB     | 4-4 gfc     | Bahia            | 2-3    | 2-1     |
| América-MG      | 1-1 4-2 dcr | Internacional    | 1-0    | 0-1     |
| Amapá           | 1-7         | Cruzeiro         | 1-7    | -       |
| Ceará           | 1-7         | Palmeiras        | 1-1    | 0-6     |
| Itabaiana       | 0-3         | Corinthians      | 0-3    | -       |
| Linhares EC     | 0-2         | Grêmio           | 0-0    | 0-2     |
| Gama            | 2-4         | Flamengo         | 2-4    | -       |
| Rio Branco-AC   | 0-2         | Vila Nova        | 0-2    | -       |
| Alvorada        | 1-9         | Atlético Mineiro | 1-2    | 0-7     |
| Portuguesa      | 4-5         | Sport Recife     | 2-1    | 2-4     |
| Goiás           | 2-5         | Santos           | 2-5    | -       |
| Fluminense      | 0-2         | Paraná           | 0-2    | -       |

### Ottavi di finale
Andata 1, 3, 10, 12, 19, 24, 26 e 31 marzo 1998, ritorno 12, 24 marzo, 7, 16, 21 e 23 aprile 1998.
| Squadra 1     | Totale  | Squadra 2        | Andata | Ritorno |
| ------------- | ------- | ---------------- | ------ | ------- |
| Vasco da Gama | 2-0     | Vila Nova        | 2-0    | 0-0     |
| Vitória       | 7-5     | Flamengo         | 5-0    | 2-5     |
| Botafogo      | 2-2 gfc | Palmeiras        | 2-1    | 0-1     |
| Paraná        | 2-1     | Atlético Mineiro | 1-0    | 1-1     |
| San Paolo     | 4-0     | Grêmio           | 2-0    | 2-0     |
| Bahia         | 5-8     | Santos           | 3-3    | 2-5     |
| América-MG    | 4-5     | Sport Recife     | 3-3    | 1-2     |
| Cruzeiro      | 4-2     | Corinthians      | 3-1    | 1-1     |

### Quarti di finale
Andata 5 e 7 maggio 1998, ritorno 12 e 14 maggio 1998.
| Squadra 1    | Totale | Squadra 2     | Andata | Ritorno |
| ------------ | ------ | ------------- | ------ | ------- |
| Santos       | 2-0    | Paraná        | 1-0    | 1-0     |
| Cruzeiro     | 2-1    | Vitória       | 2-0    | 0-1     |
| Sport Recife | 1-3    | Palmeiras     | 0-2    | 1-1     |
| San Paolo    | 4-5    | Vasco da Gama | 1-1    | 3-4     |

### Semifinali
Andata 19 maggio 1998, ritorno 23 maggio 1998.
| Squadra 1 | Totale  | Squadra 2     | Andata | Ritorno |
| --------- | ------- | ------------- | ------ | ------- |
| Cruzeiro  | 2-0     | Vasco da Gama | 2-0    | 0-0     |
| Palmeiras | gfc 3-3 | Santos        | 1-1    | 2-2     |

### Finale

#### Andata
| Arbitro: | Simon |

| |            | |
| Fábio Júnior 26’ | Marcatori  | |
| · Paulo César P · Gustavo D · Marcelo Djian D · Wilson Gottardo D · Gilberto D · Valdir C · Ricardinho C · Marcos Paulo C · Bentinho C · Elivélton C · Marcelo Ramos A · Fábio Júnior A · Geovanni A | Formazioni | · P Velloso · D Arce · D Cléber · D Agnaldo Liz · D Júnior · C Galeano · C Rogério · C Darci · C Alex · C Zinho · C Pedrinho · A Paulo Nunes · A Oséas · A Almir |
| Levir Culpi | Allenatori | Scolari |

#### Ritorno
| Arbitro: | Marinho dos Santos |

| |            | |
| Paulo Nunes 12’ Oséas 89’ | Marcatori  | |
| · Velloso P · Neném D · Cléber D · Roque Júnior D · Júnior D · Galeano C · Rogério C · Alex C · Arílson C · Zinho C · Paulo Nunes A · Almir A · Oséas A · Pedrinho C | Formazioni | · P Paulo César · D Gustavo · D Marcelo Djian · D Wilson Gottardo · D Gilberto · C Valdir · C Ricardinho · C Marcos Paulo · C Elivélton · A Geovanni · A Bentinho · C Caio · A Marcelo Ramos |
| Scolari | Allenatori | Levir Culpi |

Palmeiras vincitore della Coppa del Brasile 1998 e qualificato per la Coppa Libertadores 1999.

## Classifica marcatori
| Pos. | Giocatore   | Squadra          | Gol |
| ---- | ----------- | ---------------- | --- |
| 1    | Romário     | Flamengo         | 7   |
| 2    | Luizão      | Vasco da Gama    | 6   |
| 3    | Paulo Nunes | Palmeiras        | 5   |
| 3    | Róbson Luís | Bahia            | 5   |
| 3    | Viola       | Santos           | 5   |
| 6    | Agnaldo     | Vitória          | 4   |
| 6    | Cairo       | Atlético Mineiro | 4   |
| 6    | Jackson     | Sport Recife     | 4   |
| 6    | Lincoln     | Atlético Mineiro | 4   |
| 6    | Müller      | Santos           | 4   |
| 6    | Oséas       | Palmeiras        | 4   |
| 6    | Pedrinho    | Vasco da Gama    | 4   |
| 6    | Tupãzinho   | América-MG       | 4   |